# 72. pehotna brigada (ZDA)
72. pehotna brigada (izvirno angleško 72nd Infantry Brigade) je bila pehotna brigada Kopenske vojske Združenih držav Amerike.

## Zgodovina
Brigada je bila ustanovljena s preoblikovanjem 49. oklepne divizije.